# Budai Pál (református lelkész)
Budai Pál (Ács, 1769 – 1854. december 18.) református lelkész.

## Élete
Tanulását a komáromi gimnáziumban kezdte és Debrecenben fejezte be; innen nevelőnek ment Wartensleben gróf fiához; azután a jénai egyetemre (1798. téli félévben). 1800. március 12-én csoknyai (Somogy megye) lelkészül hívták meg; ugyanazon év június 17. pappá szenteltték és három év múlva Orciba, 1805-ben Nagybajomba ment lelkésznek. 1826-ban proseniorrá, a következő évben rendes esperessé választották. 1845-ben nyugalomba vonult.

## Munkái
Kéziratban maradtak egyházi beszédei, számszerint 642, hét kötetben; ezek a csurgói ev. ref. gymnasium könyvtárában őriztetnek.
- Gyászos beszéd, melylyel nagy tekéntetü és nagyságos jóbaházi Döry Ádám urnak ... a' Királyi Tábla nagy érdemü birájának ditsö tettjeit, s' keresztényi jeleskedésit ... Jóbaházán 1799-dik esztendöben, Szent András havának 12-dik napján ... hirdette Budai Pál; Szísz Klára, Sopronban, 1799
- A' köznép babonái és balvélekedései ellen való prédikátziók. Nagybajom 1811–1824; sajtó alá rend. Szacsvay Éva, Szalánszki Edit; PTE Néprajz-Kulturális Antropológia Tanszék, Pécs, 2005 (Fontes ethnologiae Hungaricae)